# Nalagarh

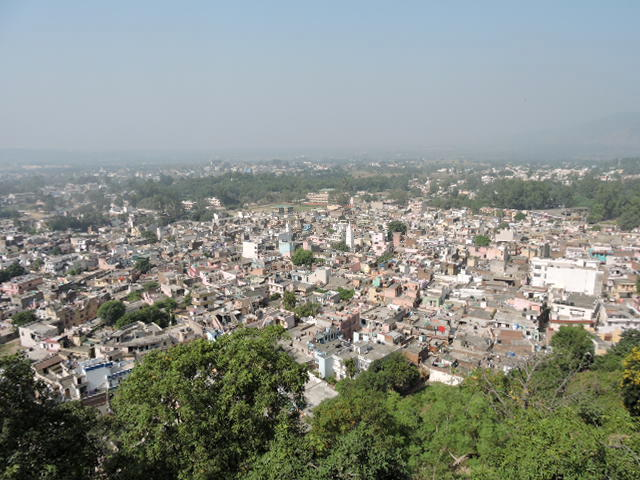
View of city from the Palace Nalagarh Princely State,India

Nalagarh là một thành phố và là nơi đặt ủy ban đô thị (municipal committee) của quận Solan thuộc bang Himachal Pradesh, Ấn Độ.

## Địa lý
Nalagarh có vị trí 31°03′B 76°43′Đ / 31,05°B 76,72°Đ Nó có độ cao trung bình là 372 mét (1220 foot).

## Nhân khẩu
Theo điều tra dân số năm 2001 của Ấn Độ, Nalagarh có dân số 9433 người. Phái nam chiếm 54% tổng số dân và phái nữ chiếm 46%. Nalagarh có tỷ lệ 76% biết đọc biết viết, cao hơn tỷ lệ trung bình toàn quốc là 59,5%: tỷ lệ cho phái nam là 80%, và tỷ lệ cho phái nữ là 72%. Tại Nalagarh, 12% dân số nhỏ hơn 6 tuổi.